# Кузнецов, Алексей Александрович (художник)
Алексей Александрович Кузнецов (11 апреля 1927 года, Уфа — 4 ноября 1990 года, Москва) — живописец, заслуженный художник БАССР (1966), член союза художников СССР.

## Биография
Кузнецов Алексей Александрович родился 11 апреля 1927 году в Уфе. Учился на вокальном отделении Уфимского театрально-художественного училища с 1945 по 1947 год. Алексей Александрович прекрасно пел, у него был замечательный бас, он также писал лирические стихи и статьи об искусстве. Прошёл курс обучения у известного педагога — Любови Николаевны Троицкой — и даже некоторое время колебался, не посвятить ли себя пению.
На формирование творчества Кузнецова как художника оказал влияние художник Порфирий Маркович Лебедев, преподававший в те годы в училище.
Учился 2 года в Харьковском художественном институте (1948—1950). С 1953 г. по 1976 г. работал в Башкирских мастерских Художественного фонда РСФСР. Вел большую общественную работу: избирался членом правления Башкирского Союза художников, членом Художественного совета при Башкирских мастерских Художественного фонда РСФСР. Был избран депутатом Уфимского городского Совета депутатов трудящихся (1956 г.). С 1975 года жил и работал в г. Куйбышеве (Самара).
Работал в станковой и монументальной живописи.
Среди его близких друзей были Борис Домашников, Александр Бурзянцев, Юрий Фуртат, Александр Пантелеев и другие коллеги-художники.
В 60-е годы создал мозаичные панно и росписи ряда общественных зданий в Уфе: Башкирского академического театра драмы им. М. Гафури (совм. с Р. Нурмухаметовым, Л. Мугтобаровым), ДК Уфимского моторостроительного завода (совместно с В. Пустарнаковым, С. Литвиновым), Дворца спорта в Уфе(совм. с Ф. А. Кащеевым, Л. Я. Крулем, С. А. Литвиновым, Р. Н. Нафиковым, В. П. Пустарнаковым), ДК в Салавате (1961)(совместно с А. Бурзянцевым, П. Скворцовым), Сграффито Дворца культуры г. Кумертау, БАССР, 1966. (совместно с Мугтобаровым, В. Поздновым, Г. Мухаметшиным, А. Платоновым).
Кузнецов стоял у истоков создания Республиканского общества изобразительного искусства, много сил отдал, чтобы детская художественная школа в Орджоникидзевском районе Уфы сохранила самостоятельный статус. Он также был организатором республиканских конференций по проблемам художественного образования, автором многих статей по этой тематике.
Заслуженный художник БАССР (1966), член Союза художников СССР с 1955.
Имя художника присвоено художественной школе № 1 в Уфе. Награждён орденом «Знак Почёта» (1955).

## Творчество
Кузнецов часто ездил в Бурзянский район Башкирии, знал башкирский язык и на нём разговаривал с местными жителями. Так появились картины «Бурзянский медвежатник», «Динислам-бабай», «Легенда о курае» и другие, основанные на башкирских национальных мотивах. Позднее в творчестве Кузнецова возникают темы Древней Руси и русской мифологии.
Основные картины: «Допрос Салавата Юлаева» (1953-55), «Проулок», х. м., 1957. В интерьере, х. м., 1957. Портрет жены, х. м., 1957. Серия акварелей, 1958. Накануне, х. м., 1959 (совместно с П. С. Глуховым). Портрет сына, х. м., 1960. Легенда о курае, х. м., 1961—1963. Тоня Долгова, х. м., 1963. Наиля, X. м., 1963. Маляры, х. м,, 1964. Камиля, х. м., 1964. Бурзянский медвежатник, х. м., 1967. На лесах Салавата, х. м. 1967, «Бурзянские женщины» (1965-70), Девушка с подсолнухами, х. м., 1969. Уфимские ленинцы, х. м., 1969, Бурзянские женщины, х. м., 1970. Портрет бабушки Евдокии, х. м., 1972. Семья Белышевых из Верхнего Авзяна, х. м., 1972—1977. Гвардейцы, х. м., 1973. Портрет сына, х. м., 1974. Портрет студента, х. м., 1974. Портрет старика (Ветеран), х. м., 1975. Портрет художника, х. м., 1975. Портрет В. Мальцева, х. м., 1975. «Расстрел» (Расстрел стерлитамакских комиссаров белогвардейцами в ночь с 28 на 29 сентября 1918 г.), х. м., 1974—1977.
В 1954 году ему при создании образа Салавата Юлаева для картины «Допрос Салавата Юлаева» позировал студент Уфимского училища искусств художник Амир Султанович Арсланов.
Эскизы росписей торцов жилых домов г. Салавата, БАССР, 1965—1966.

## Выставки
- Республиканские, Уфа, с 1954 по 1976 на всех, кроме молодёжных.
- Декадная выставка произведений художников БАССР, Москва, 1955 г.
- Декадная выставка произведений художников БАССР, Москва, Ленинград, 1969 г.
- Зональные выставки «Урал социалистический»: Свердловск, 1964; Пермь, 1967; Челябинск, 1969; Уфа, 1974.
- Выставка произведений художников БАССР, посвященная 100-летию со дня рождения В. И. Ленина, Ульяновск, 1970 г.
- Выставка произведений художников автономных республик РСФСР, Москва, 1971 г.
- Выставка произведений художников 3-х зон, Москва, 1971.
- Всероссийская художественная выставка, Москва, 1957.
- Всероссийская художественная выставка, Москва, 1961.
- Всероссийская художественная выставка, Москва, 1963.
- Всероссийская художественная выставка, Москва, 1975.
- Выставка «Художники России — 30-летию Победы», Волгоград, 1975.
- Конкурсная выставка портрета, Москва, 1974.
- Всесоюзная выставка произведений молодых художников, посвященная Всемирному фестивалю молодёжи и студентов мира, Москва, 1957.
- Выставка произведений художников БАССР в ГДР, Галле, 1975.
- Международная художественная выставка «Советская живопись»: Япония, 1975. Болгария, 1976.
- Персональные выставки, Уфа, 1954, 1973.